# Pınarbaşı, Besni
Pınarbaşı là một xã thuộc huyện Besni, tỉnh Adıyaman, Thổ Nhĩ Kỳ. Dân số thời điểm năm 2011 là 367 người.